# Чуваш-Кой
Чуваш-Кой, Талака-Баир, Талакан — гора высотой 1051 м на северо-западной оконечности Ай-Петринской яйлы. Наивысшая из вершин, обрамляющих Байдарскую долину.

## Описание

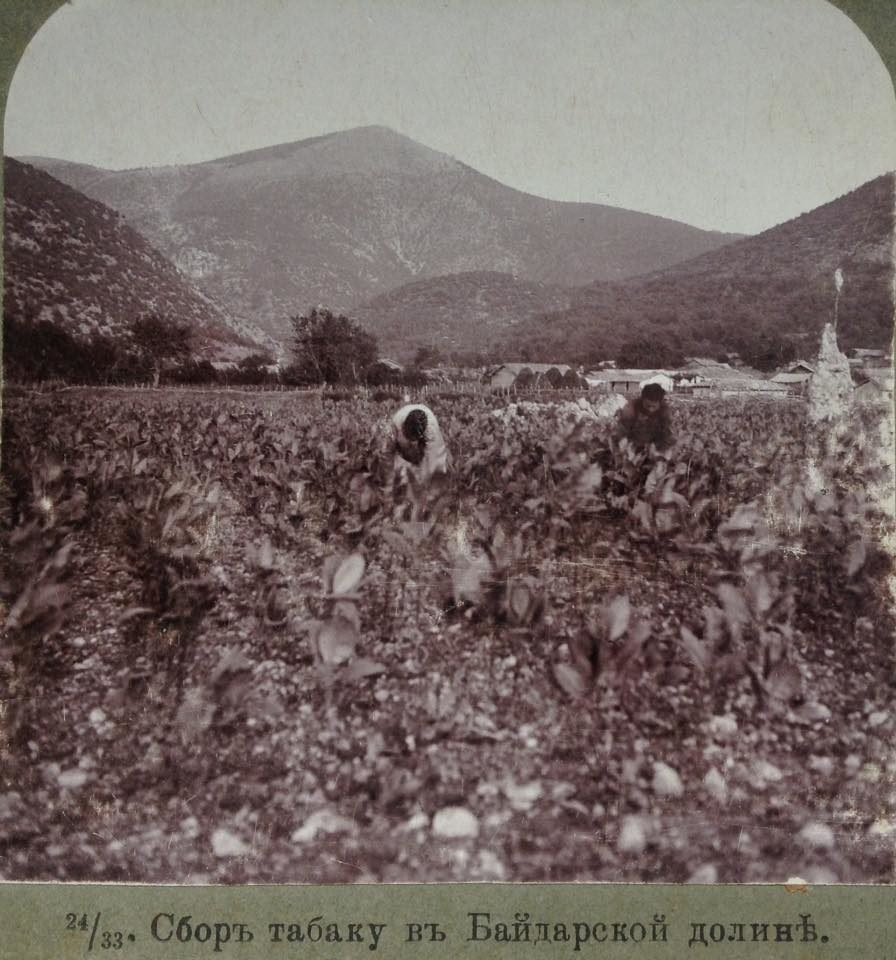
На заднем плане Чуваш-Кой, справа Скельский менгир

Этимология: чуваши - название тюркского народа, талака (тюрк.) - "коллективная помощь при строительстве дома".
В 3 км к востоку от села Родниковое, Севастополь, Крым. Крайняя, северо-западная вершина хребта Тарпан-баир. Каменистый гребень с пологими восточными склонами, практически переходящими в плоскогорье яйлы и крутыми северо-западным лесистым и юго-западным склоном со скальным редколесьем. Южнее урочище Карадагский лес. Северо-западнее по склону каньон реки Узунджа. Район активного карста. Открыто большое количество пещер и шахт, из которых наиболее известная экскурсионная Скельская пещера, разлом в основании западного склона горы.
Район пешеходного туризма и спелеотуризма. По юго-западным склонам проходит оборудованная Севастопольская тропа.